# Saurita cassandra
Saurita cassandra là một loài bướm đêm thuộc phân họ Arctiinae. Loài này được Carl Linnaeus mô tả trong ấn bản thứ 10 của Systema Naturae năm 1758. Loài này có ở Trinidad, Suriname, Venezuela và Argentina.